# مایکل پسکین
 مایکل پسکین (انگلیسی: Michael Peskin؛ زاده ۲۷ اکتبر ۱۹۵۱) یک فیزیک‌دان اهل ایالات متحده آمریکا است.